# Vát
Vát is een plaats (község) en gemeente in het Hongaarse comitaat Vas. Vát telt 696 inwoners (2001).